# Chołszczowiki (stacja kolejowa)
Chołszczowiki (ros. Холщёвики) – stacja kolejowa w miejscowości Chołszczowiki, w rejonie istrińskim, w obwodzie moskiewskim, w Rosji. Położona jest na linii Moskwa – Siebież.

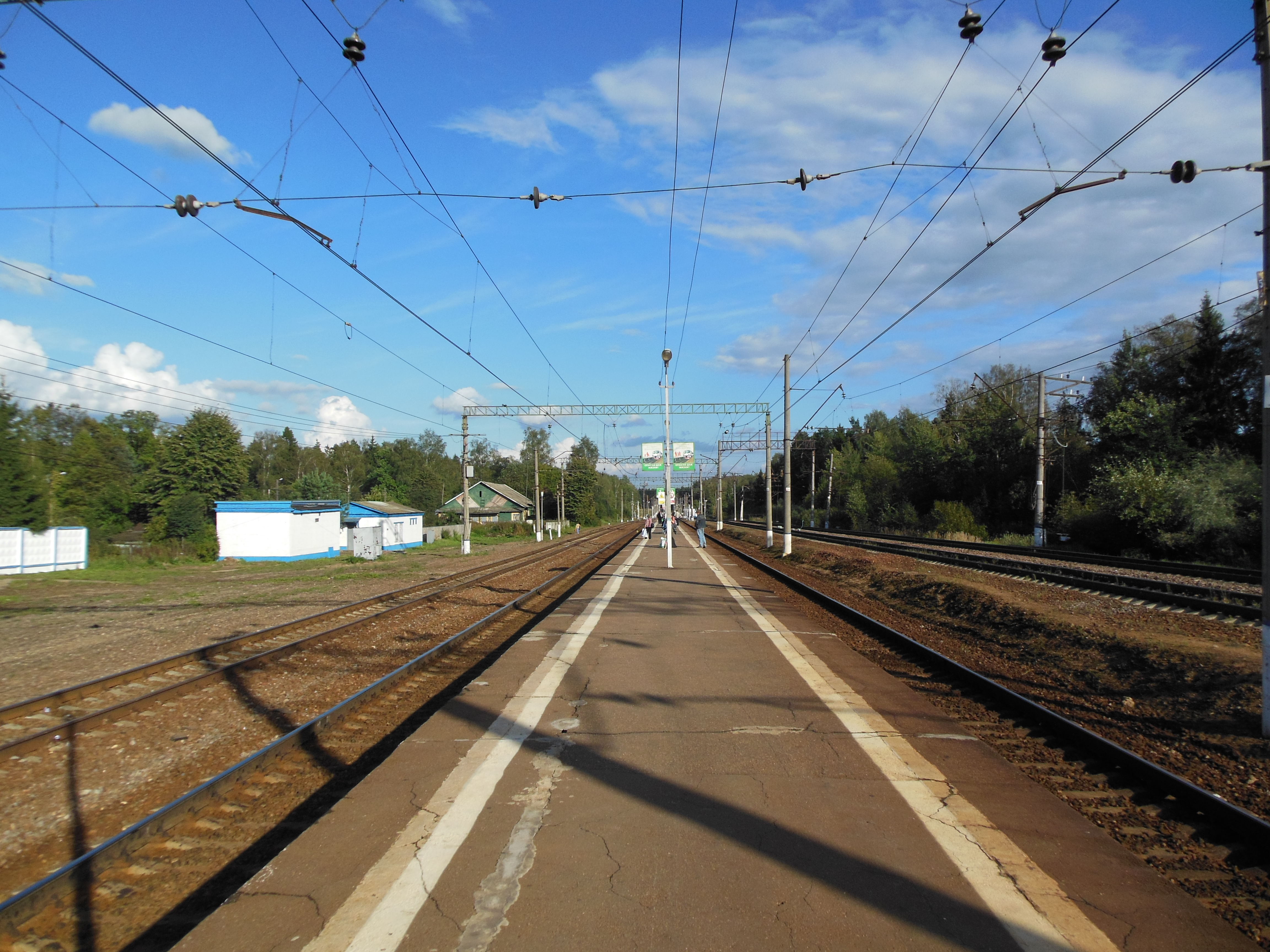
Peron, widok w stronę Moskwy